# Рыжов, Иван Тихонович
Иван Тихонович Рыжов (1914—2004) — старшина Рабоче-крестьянской Красной Армии, участник Великой Отечественной войны, Герой Советского Союза (1945).

## Биография
Иван Рыжов родился 19 октября 1914 года в селе Черниково (ныне — Колпнянский район Орловской области). После окончания начальной школы проживал и работал в Уссурийске. В 1938—1940 годах проходил службу в Рабоче-крестьянской Красной Армии, участвовал в польском походе и советско-финской войне. В 1941 году Рыжов повторно был призван в армию. С того же года — на фронтах Великой Отечественной войны. В боях три раза был ранен.
К июню 1944 года старший сержант Иван Рыжов был помощником командира взвода пешей разведки 830-го стрелкового полка 238-й стрелковой дивизии 50-й армии 2-го Белорусского фронта. Отличился во время освобождения Могилёвской области Белорусской ССР. 27 июня 1944 года взвод Рыжова одним из первых переправился через Днепр в районе деревни Луполово (ныне — в черте Могилёва) и принял активное участие в боях за захват и удержание плацдарма на его западном берегу. В ходе боёв на плацдарме Рыжов во главе разведгруппы скрытно пробрался в расположение противника и разгромил немецкую колонну, уничтожив 4 автомашины и около 20 солдат и офицеров. В ходе наступления с плацдарма Рыжов лично уничтожил гранатами немецкий дот, а во время боёв за освобождение Могилёва убил вражеского снайпера.
Указом Президиума Верховного Совета СССР от 24 марта 1945 года за «мужество и героизм, проявленные при форсировании Днепра и освобождении Могилёва», старший сержант Иван Рыжов был удостоен высокого звания Героя Советского Союза с вручением ордена Ленина и медали «Золотая Звезда» за номером 4946.
После окончания войны в звании старшины Рыжов был демобилизован. Проживал и работал сначала в Джизаке, затем в Йошкар-Оле. Умер 8 апреля 2004 года.
Был также награждён орденами Красного Знамени, Отечественной войны 1-й и 2-й степеней, рядом медалей.

## Память

Мемориальная доска Герою Советского Союза Ивану Тихоновичу Рыжову на доме, где они жил (г. Йошкар-Ола, ул. Первомайская, 158)

В г. Йошкар-Оле на доме, где он жил (ул. Первомайская, 158), установлена мемориальная доска. 